# Концерт для скрипки с оркестром № 2 (Прокофьев)
Концерт № 2 для скрипки с оркестром g-moll, op. 63 — второй скрипичный концерт Сергея Прокофьева, созданный в 1935 году. От первого скрипичного концерта отличается философичностью и отсутствием гротескности, усилением лирического элемента и упрощением языка. Первое исполнение состоялось 1 декабря 1935 года солистом Робером Соэтаном и Мадридским симфоническим оркестром под управлением Энрике Фернандеса Арбоса, Мадрид. Партитура сочинения была опубликована в 1937 году нотоиздательством «А. Гутхейль».

## История создания
Второй скрипичный концерт стал последним наиболее крупным произведением композитора так называемого заграничного периода. В процессе создания опуса Прокофьев думал о названии «концертирующей сонаты для скрипки с оркестром», но в итоге остановился на традиционном «концерте». В этом концерте композитор продолжил пути поиска новой лирической мелодики, заложенных в балетах «Блудный сын» и «На Днепре», которые полнее воплотятся в балете «Ромео и Джульетта» и более поздних сочинениях.
О сочинении произведения С. С. Прокофьев лаконично писал в 1941 году в своей «Краткой  автобиографии»:

В 1935 году группа поклонников французского скрипача Сетанса (Soёtans) предложила мне написать для него скрипичный концерт, с тем чтобы он в течение года имел исключительное право его исполнения. <…> Писался концерт в самых разных странах, отражая тем мою кочевую концертную жизнь: главная партия первой части написана в Париже, первая тема второй части — в Воронеже, инструментовка закончена в Баку, первое исполнение состоялось в декабре 1935 года в Мадриде. С этим исполнением связана интересная концертная поездка совместно с Сетансом по Испании, Португалии, Марокко, Алжиру и Тунису. Во время турне мы, кроме моих сочинений, играли сонату Дебюсси и сонату Бетховена.— С. С. Прокофьев. Краткая автобиография, с. 193.
Партитура концерта вышла в нотоиздательстве С. А. Кусевицкого «А. Гутхейль» в 1937 году. Композитор сделал переложение для скрипки с фортепиано, изданное «Музгизом» в 1938 году.

## Части
Концерт написан в традиционной форме трехчастного цикла общей длительностью около 27 минут:
- I. Allegro moderato
- II. Andante assai
- III. Allegro ben marcato

## Инструменты
Концерт написан для скрипки, 2 флейт, 2 гобоев, 2 кларнетов, 2 фаготов, 2 валторн, 2 труб, ударных и струнных.

## Премьера и исполнения

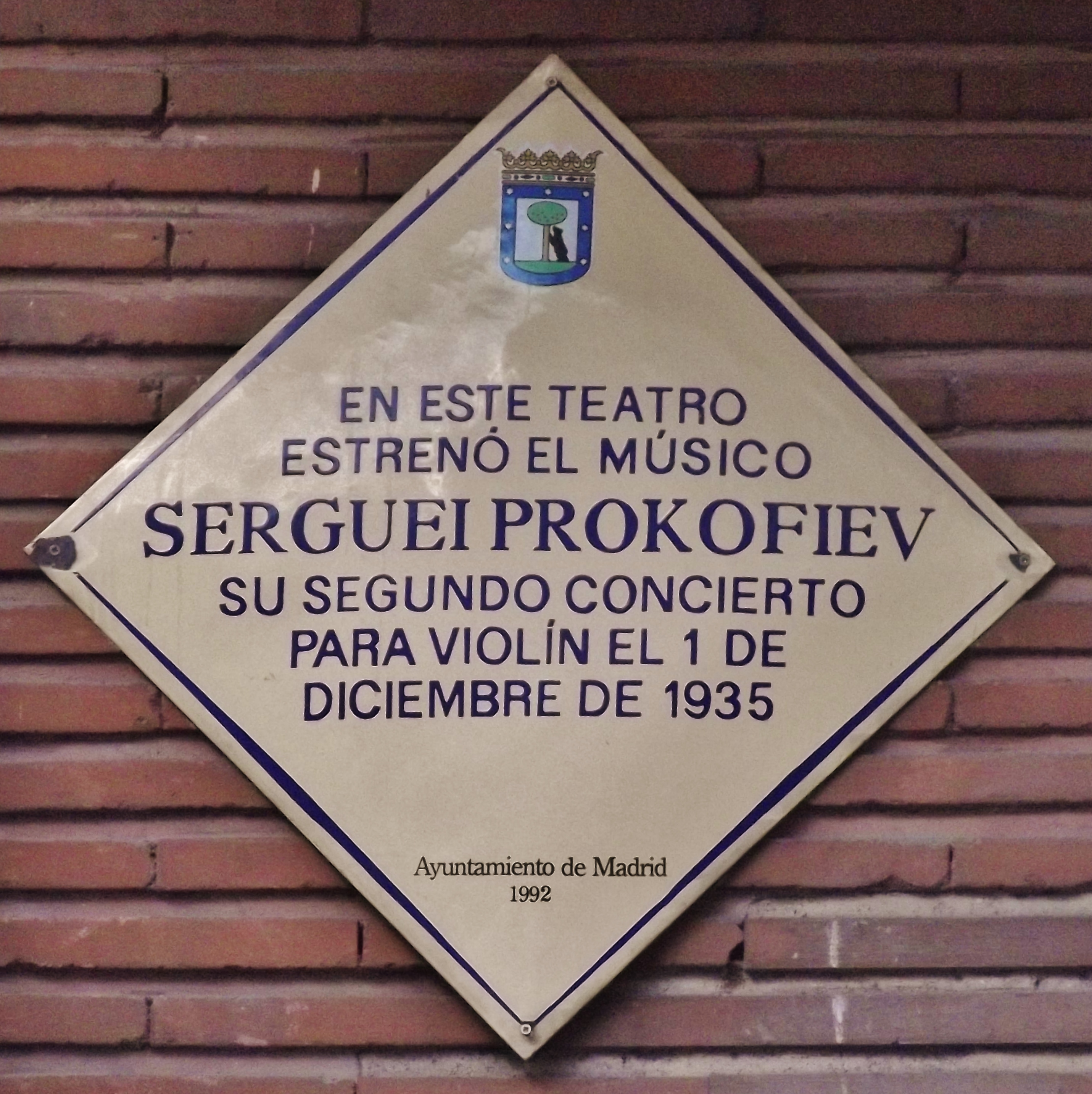
Памятная табличка в честь премьеры концерта на здании Монументального театра в Мадриде, установленная в 1992 году

Первое исполнение концерта планировалось провести в Париже осенью 1935 года, но оно было перенесено на февраль следующего года. Премьера состоялась в Монументальном театре в Мадриде 1 декабря 1935 года и была тепло встречена публикой, о чём С. С. Прокофьев писал Н. Я. Мясковскому: «Концерт вообще как будто удался. Внешний успех тоже был очень большой — музыка как-то сразу дошла».
Премьера концерта в Париже прошла 15 февраля 1936 года под управлением Шарля Мюнша, солист Робер Соэтан. На совместных гастролях Прокофьева и Соэтана концерт неоднократно исполнялся под управлением автора — 2 декабря 1936 года в радиоконцерте в Брюсселе и в январе 1938 года в Лондоне.
В СССР сочинение впервые было исполнено на авторском концерте композитора в 20 ноября 1937 года в Москве солистом Б. Фишманом под управлением автора, когда в программу также вошли Четвертая симфония и вторая сюита «Ромео и Джульетта». В США первым исполнителем концерта стал Яша Хейфец в 1937 году. Давид Ойстрах начал пропагандировать это сочинение Прокофьева с 1943 года.

## Оценка
Первые исполнения второго скрипичного концерта были тепло встречены слушателями и критиками разных стран. Музыковед и автор биографии композитора И. И. Мартынов характеризовал концерт следующими словами:

Создание второго скрипичного концерта знаменовало выход к новым просторам инструментальной музыки. Композитор, действительно, приближается к идеалу «новой простоты», о которой неоднократно писал в своих статьях начала 30-х годов. Музыка концерта отличается теплотой эмоционального тона, ее интонационная новизна органична, убедительна. Талант Прокофьева раскрывается здесь в качестве лирической общительности, что, вместе с блеском скрипичной партии, сделало его одной из излюбленных пьес современного концертного репертуара. Написанный в 1935 году, концерт во многом перекликается с более поздними прокофьевскими произведениями, знаменуя важный этап на пути к их высокой простоте и тщательности отбора выразительных средств, в которых раскрывается истинная оригинальность этого большого мастера.— И. И. Мартынов. Сергей Прокофьев. Жизнь и творчество. С. 328.

## Использование музыки
4 июля 2016 года в Мариинском театре в Санкт-Петербурге состоялась премьера одноактного балета «Скрипичный концерт № 2», поставленного на музыку Сергея Прокофьева балетмейстером Антоном Пимоновым в сценографии Анастасии Травкиной и Сергея Жданова, художник по костюмам — Арина Богданова.

## Записи
- Бостонский симфонический оркестр, дирижёр Ш. Мюнш, солист Я. Хейфец; дирижёр Э. Лейнсдорф, солист Н. Перльман
- Нью-Йоркский филармонический оркестр, дирижёр Д. Митропулос, солист 3. Франческатти; дирижёр Бургос, солист  Н. Мильштейн; дирижёр Л. Бернстайн, солист И. Стерн
- Оркестр Национальной филармонии (США), дирижёр К. Кондрашин, солист Я. Хейфец; то же, солист Л. Коган
- Оркестр романской Швейцарии, дирижёр Э. Ансерме, солист Р. Риччи
- 1956 — ГСО, дирижёр К. П. Кондрашин, солист Л. Б. Коган, фирма «Мелодия» Д 3190-1[14]
- 1958 — Лондонский филармонический оркестр под управлением Альчео Галльера, солист Давид Ойстрах
- 1966 — Лондонский симфонический оркестр под управлением Геннадия Рождественского, солист Г. Шеринг, фирма «Мелодия» Д 17535-6[15]